# Imelda Ximenes Belo
Imelda Felicyta Ximenes Belo (Baucau, 24 ottobre 1998) è una nuotatrice est-timorese, che ha rappresentato il suo paese ai Giochi Olimpici di Tokyo 2020 e di Parigi 2024.

## Biografia
Nata a Baucau, ha cominciato a nuotare all'età di 14 anni, grazie ad una iniziativa della FINA nella piscina di un hotel della sua città. Quella stessa piscina divenne, assieme al mare, il luogo dei suoi allenamenti.
Ha esordito a livello internazionale nel 2017 ai mondiali di Budapest, grazie alla decisione della federazione internazionale di consentire anche alle federazioni più piccole di poter schierare atleti anche se senza il tempo minimo di qualificazione.  In Ungheria è giunta 82ª nei 50 metri stile libero e 78ª ed ultima nella doppia distanza.
L'anno successivo, ad agosto, ha disputato i Giochi asiatici disputati a Giacarta. Nell'occasione ha disputato quattro gare: 50, 100 e 200 metri stile libero e 50 metri farfalla, venendo eliminata in tutte e quattro in batteria, rispettivamente con il 31º, 25º, 24º e 27º tempo. Pochi mesi dopo, nel dicembre del 2018, ha invece preso parte ai suoi primi campionati mondiali di nuoto in vasca corta (Hangzhou 2018), in cui ha gareggiato nei 100 metri stile libero, chiudendo la gara al 94º ed ultimo posto. Il tempo di 1'23"07 è comunque il suo primato personale sulla distanza.
In occasione dei successivi campionati mondiali di nuoto 2019 in Corea del Sud è tornata a disputare le stesse distanze dell'edizione precedente, chiudendo al 95º posto i 100 metri stile libero ed al 91º i 100. Nel successivo mese di dicembre ha esordito anche ai Giochi del Sud-est asiatico di Manila 2019, in cui ha fatto segnare il 13º tempo nelle batterie dei 50 metri stile libero ed il 12º in quelle dei 100 metri stile libero.
Imelda Ximenes Belo è stata, assieme a Felisberto de Deus, la portabandiera di Timor Est ai giochi olimpici di Tokyo 2020, disputati nell'estate del 2021 per la pandemia di COVID-19. Ai giochi ha disputato le batterie dei 50 metri stile libero: con un tempo di 32"89 ha vinto la sua batteria (78º tempo complessivo) e fatto segnare il record nazionale.
Ai successivi Campionati mondiali di nuoto in vasca corta 2021 ha disputato i 50 e i 100 metri stile libero, venendo eliminata in entrambi i casi in batteria con rispettivamente l'83º e l'82º tempo.
Nel maggio 2022 ha preso parte ai XXXI Giochi del Sud-est asiatico (14ª nei 50 m, 11ª nei 100 m e 8ª negli 800 m, sempre stile libero). La Ximenes Belo si era anche qualificata ai Campionati mondiali di nuoto 2022, dove risultava iscritta ai 50 ed ai 100 m stile libero, ma non vi partecipò. Prese invece parte, nel dicembre dello stesso anno, ai mondiali in vasca corta, venendo eliminata in batteria sia nei 50 che nei 100 m stile libero (rispettivamente col 56º e 62º tempo).
Nel 2023 ha preso parte sia ai mondiali di Fukuoka che ai giochi asiatici di Hangzhou. In entrambe le competizioni ha disputato i 50 e i 100 m stile libero: ai mondiali giapponesi ha chiuso al 98º posto nei 50 m ed al 77º nei 100 m; ai giochi in Cina fu invece rispettivamente 32ª e 29ª.
Ximenes Belo è stata selezionata anche per i mondiali di Doha 2024: nei 100 m stile libero è stata eliminata in batteria con l'81º tempo.
Ha preso parte anche ai Giochi Olimpici di Parigi 2024, gareggiando nei 50 metri stile libero femminili: è stata eliminata in batteria con il 71º tempo.